# بناة مسعى التنين
بناة مسعى التنين (ドラゴンクエストビルダーズ アレフガルドを復活せよ دوراغون كويستو بيرودازو أريفوغاردو أو فوكاتسو سيو، حرفيًا "بناة مسعى التنين: إحياء ألفغارد!") هي لعبة فيديو أكشن تقمص الأدوار عالم مفتوح طورتها ونشرتها سكوير إنكس لمنصات بلاي ستيشن 3 و‌بلاي ستيشن 4 و‌بلاي ستيشن فيتا. تجري أحداث اللعبة في ألفغارد - عالم لعبة مسعى التنين الأصلية - واللاعبون يتحكمون بالمنقذ المكلف بمهمة إعادة بناء العالم المدمر. تتميز اللعبة بأسلوب جمالي ممتلئ بعناصر بناء وتجميع مشابهة لألعاب مثل ماين كرافت و‌تيراريا. أُصدرت اللعبة في اليابان في يناير 2016، وفي جميع أنحاء العالم في أكتوبر 2016.

## وصلات خارجية
- بناة مسعى التنين على موقع IMDb (الإنجليزية)

- الموقع الرسمي
 (باليابانية)